# Rhagada richardsonii
Rhagada richardsonii är en snäckart som först beskrevs av Smith 1874.  Rhagada richardsonii ingår i släktet Rhagada och familjen Camaenidae. Inga underarter finns listade i Catalogue of Life.